# Melody Anderson
Melody Anderson (ur. 3 grudnia 1955 w Edmonton) – kanadyjska aktorka filmowa i telewizyjna.

## Filmografia
filmy
- 1980: Flash Gordon (film 1980) jako Dale Arden
- 1981: Martwy i pogrzebany (Dead & Buried) jako Janet Gillis
- 1986: Błękitny chłopak (Boy in Blue) jako Dulce
- 1989: Wyścig armatniej kuli 3 (Speed Zone!) jako Lea Roberts
- 1993: Marilyn i Bobby jako Marilyn Monroe

seriale
- 1981: Fall Guy, The jako Mary Walker
- 1984: Napisała: Morderstwo jako Katherine Aaron
- 1987: Gliniarz i prokurator jako Neely Capshaw
- 1994: Prawo Burke’a jako Alexandra Kohl